# Joséphine Baker

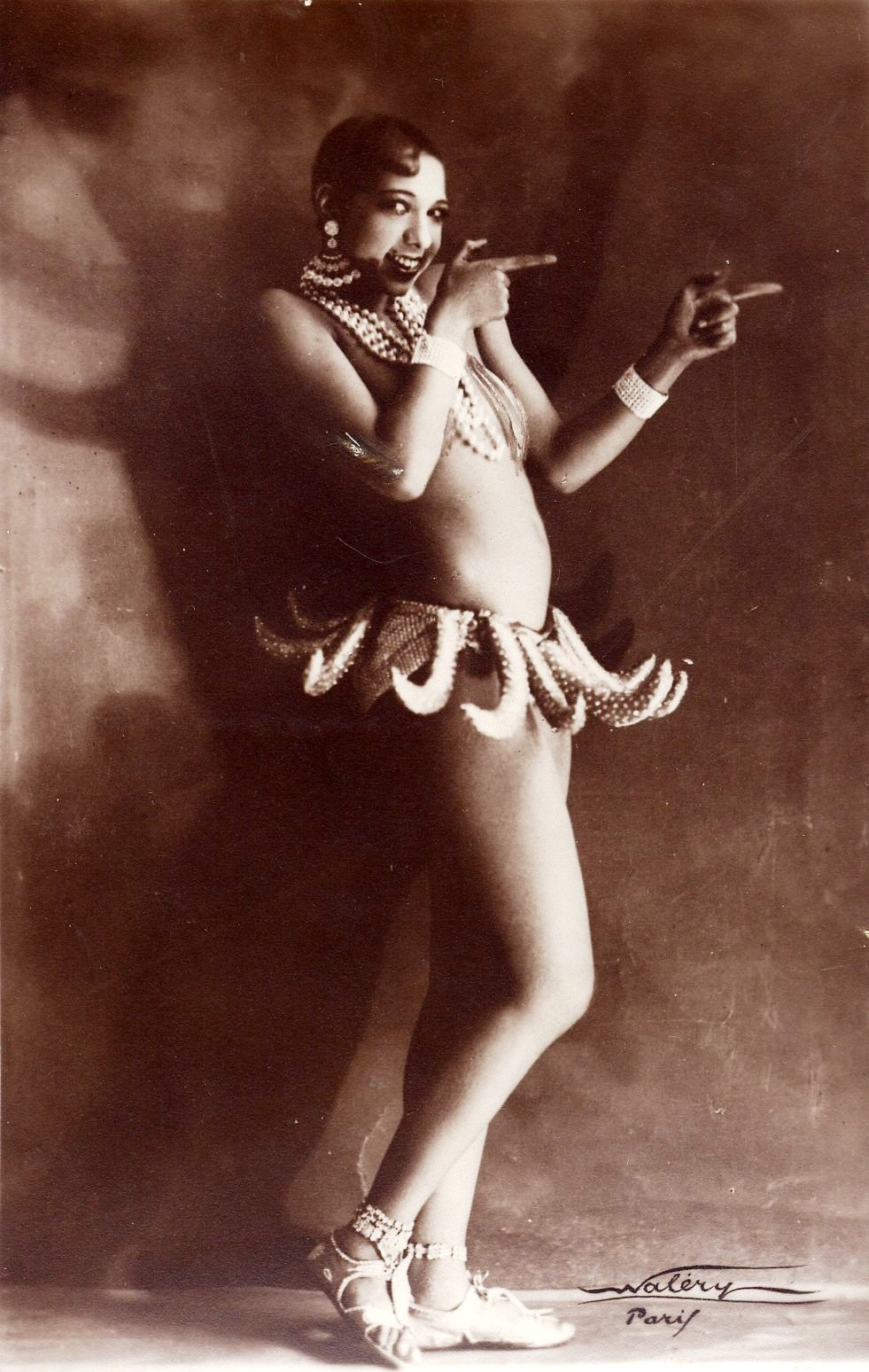
Joséphine Baker i sin berömda banankjol (1927).

Joséphine Baker, tidigare Josephine Baker, egentligen Freda Josephine McDonald, född 3 juni 1906 i Saint Louis i Missouri, död 12 april 1975 i Paris i Frankrike, var en amerikansk-fransk medborgarrättskämpe, spion, dansös, sångerska och varietéartist.
Hennes uppträdanden på Folies Bergère i Paris väckte stor uppmärksamhet, särskilt det där hon bar en kjol av konstgjorda bananer – en ikonisk bild av 1920-talets jazz- och nöjesliv. Hon hyllades av tidens konstnärer och intellektuella.Hon anges ofta som den första afroamerikanska scenartist som nått stjärnstatus.
Baker blev fransk medborgare 1937, hon hjälpte den franska motståndsrörelsen under andra världskriget och belönades med flera franska hedersmedaljer. Hon vägrade uppträda för segregerad publik i USA och engagerade sig i medborgarrättsrörelsen. Under marchen mot Washington 1963 var hon den enda kvinna som höll ett tal. År 2021 blev hon den första svarta kvinnan att hedras med en plats i Panthéon i Paris.

## Biografi

### Tidig karriär
Joséphine Baker föddes 1906 i Saint Louis, Missouri. Hon vann sin första danstävling vid 14 års ålder. Namnet Baker fick hon, 15 år gammal, genom sitt andra giftermål med en Willie Baker 1921. Trots att de snart skildes behöll hon efternamnet som artistnamn, eftersom hon vid den tiden börjat bli känd. Hon gjorde sin karriär som scenartist dels i USA, dels och framför allt i Frankrike.
Bakers debut skedde på Broadway 1921 i showen "Shuffle Along".
I Frankrike debuterade hon den 2 oktober 1925 i Music-hall Champs-Elysées och fick uppmärksamhet för sin erotiska dans, vilken hon framförde nästan helt avklädd. Hennes mest kända sång är "J'ai deux amours" (1931), syftande på hennes båda hemländer USA respektive Frankrike. Joséphine Baker blev fransk medborgare 1937.
Hennes mest kända scenkostym är den som hon debuterade med i föreställningen La Folie du jour (1926), där hon dansade i princip endast iförd en kjol av gula plyschbananer klädda med strass. Banankostymen återkom senare vid ett flertal tillfällen.

### Familjeliv
Då Joséphine Baker efter ett missfall inte kunde få barn började hon att tillsammans med sin make Jo Bouillon i stället adoptera barn från olika världsdelar. I början av 60-talet lämnade maken henne, men Baker fortsatte att under sina turnéer runt om i världen hämta hem barn till det som hon kallade sin "regnbågsfamilj". Slutligen hade hon tolv adoptivbarn.
På 1940-talet köpte Joséphine Baker godset Château des Milandes i Frankrike. Där bodde hon fram till våren 1969, då hon inte längre hade råd att behålla det och tillsammans med sina tolv adoptivbarn blev bostadslös i ett drygt års tid. Efter en succéshow i Monaco ordnade furstinnan Grace av Monaco en villa strax utanför Monte Carlo där Baker och barnen fick bo under resten av sina liv.

### Aktivism
Under andra världskriget var Baker verksam som spion för den allierade sidan, och propagerade sedan för stöd åt Fria Frankrike. För detta belönades hon med hederslegionen och även officersgrad efter kriget. Joséphine Baker kämpade mot rasism och ville med sin "regnbågsfamilj" visa att människor av olika etnicitet kunde leva tillsammans som bröder och systrar. Hon stödde den amerikanska medborgarrättsrörelsen och höll många offentliga tal, bland annat på Fisk University i Nashville, Tennessee, där hon föreläste om "France, North Africa and the Equality of the Races in France".
Hon samarbetade med amerikanska NAACP (National Association for the Advancement of Colored People) till den grad att medborgarrättsorganisationen utsåg söndagen den 20 maj 1951 till “Josephine Baker Day”.
1963 var Baker den enda kvinnan som höll ett officiellt tal under den nationella demonstrationen, Marschen till Washington för arbete och frihet, tillsammans med Martin Luther King. Efter mordet på Martin Luther King frågade Kings änka och medborgarrättsaktivisten Coretta Scott King om Baker ville ta över ledarskapsrollen inom medborgarrättsrörelsen i USA. Baker tackade nej och förklarade att “hennes barn var för unga för att mista sin mamma”.

### Relationer
Baker har publicerat memoarer i vilka hon påstår sig ha haft en affär med dåvarande svenske kronprinsen Gustaf Adolf. Detta är dock inte bekräftat. Baker gifte sig fyra gånger. Hennes son Jean-Claude Baker beskrev sin mor som bisexuell. Hon hade många relationer med kvinnor och män, bland annat med den mexikanska konstnären Frida Kahlo.

## Renommé och i kulturen
Josephine Bakers självbiografi, "Josephine", släpptes postumt 1976.
Nedslagskratern Baker på planeten Venus är uppkallad efter henne.
År 2021 blev Baker den första svarta kvinnan att hedras med en plats i Panthéon i Paris.

## Filmografi
- La Sirène des tropiques (1927), även känd som Siren of the Tropics
- Zouzou (1934)
- Princesse Tam Tam (1935), även känd som Princess Tam-Tam
- Fausse alerte (1940) även känd som The French Way
- Moulin Rouge (1941)
- An jedem Finger zehn (1954), även känd som Ten on Every Finger
- Carosello del varietà (1955)
- Grüsse aus Zürich (1963, ZDF TV)

## Galleri

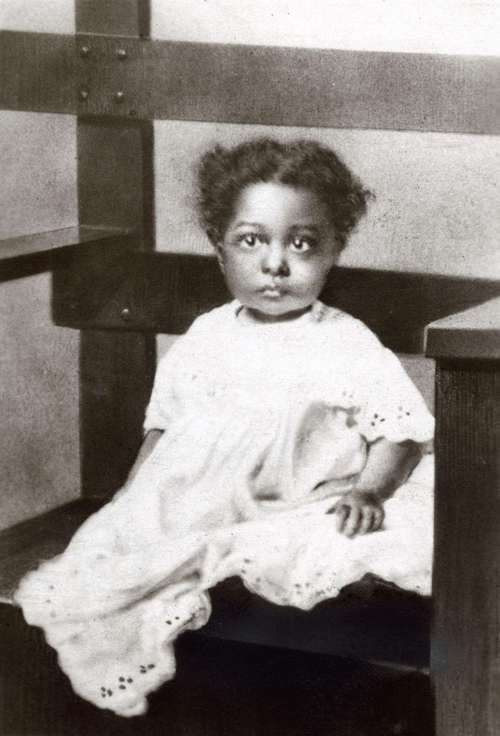
Joséphine Baker ca 1909.
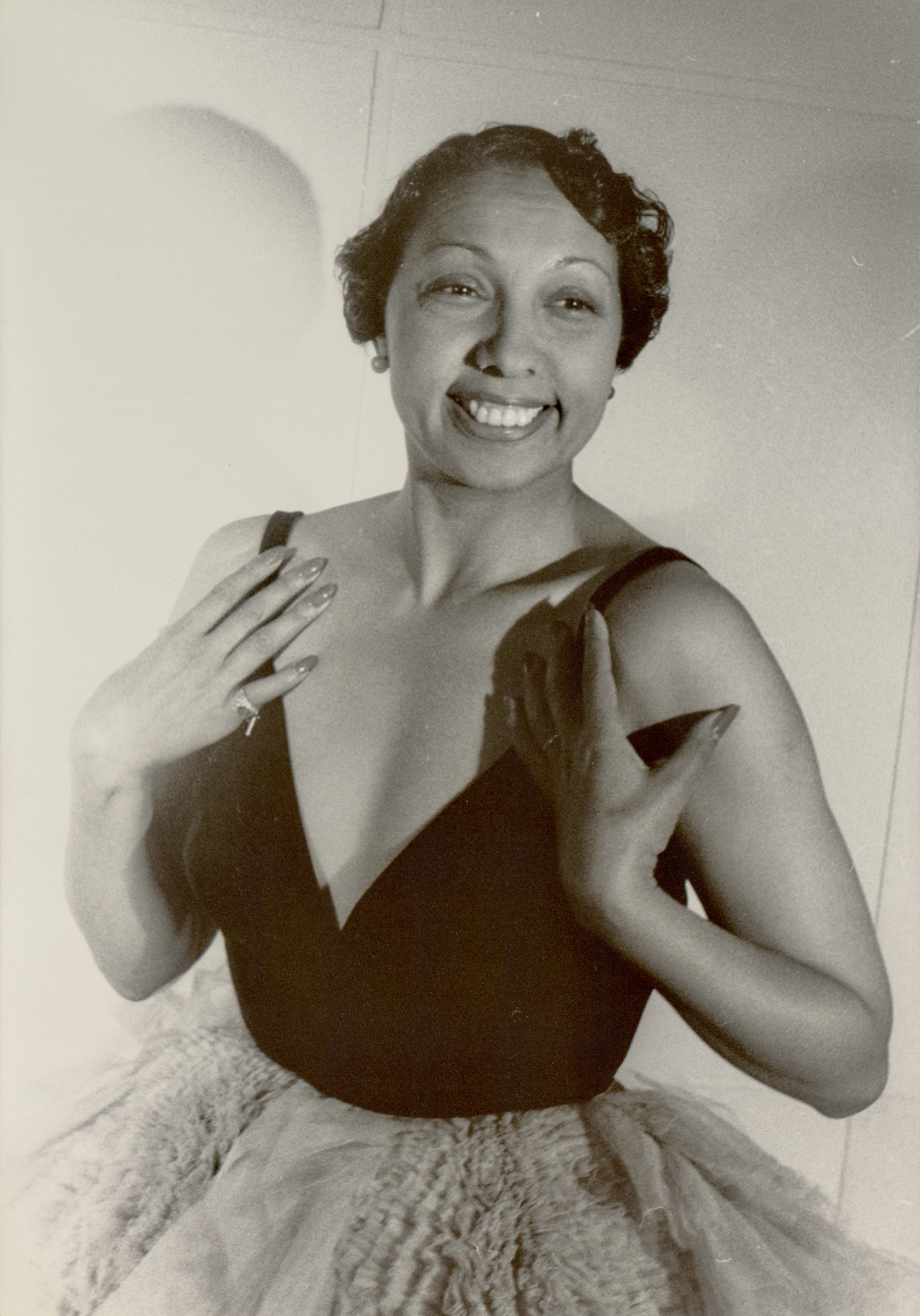
Joséphine Baker av Carl Van Vechten 1949.
Joséphine Baker på en affisch från 1931.
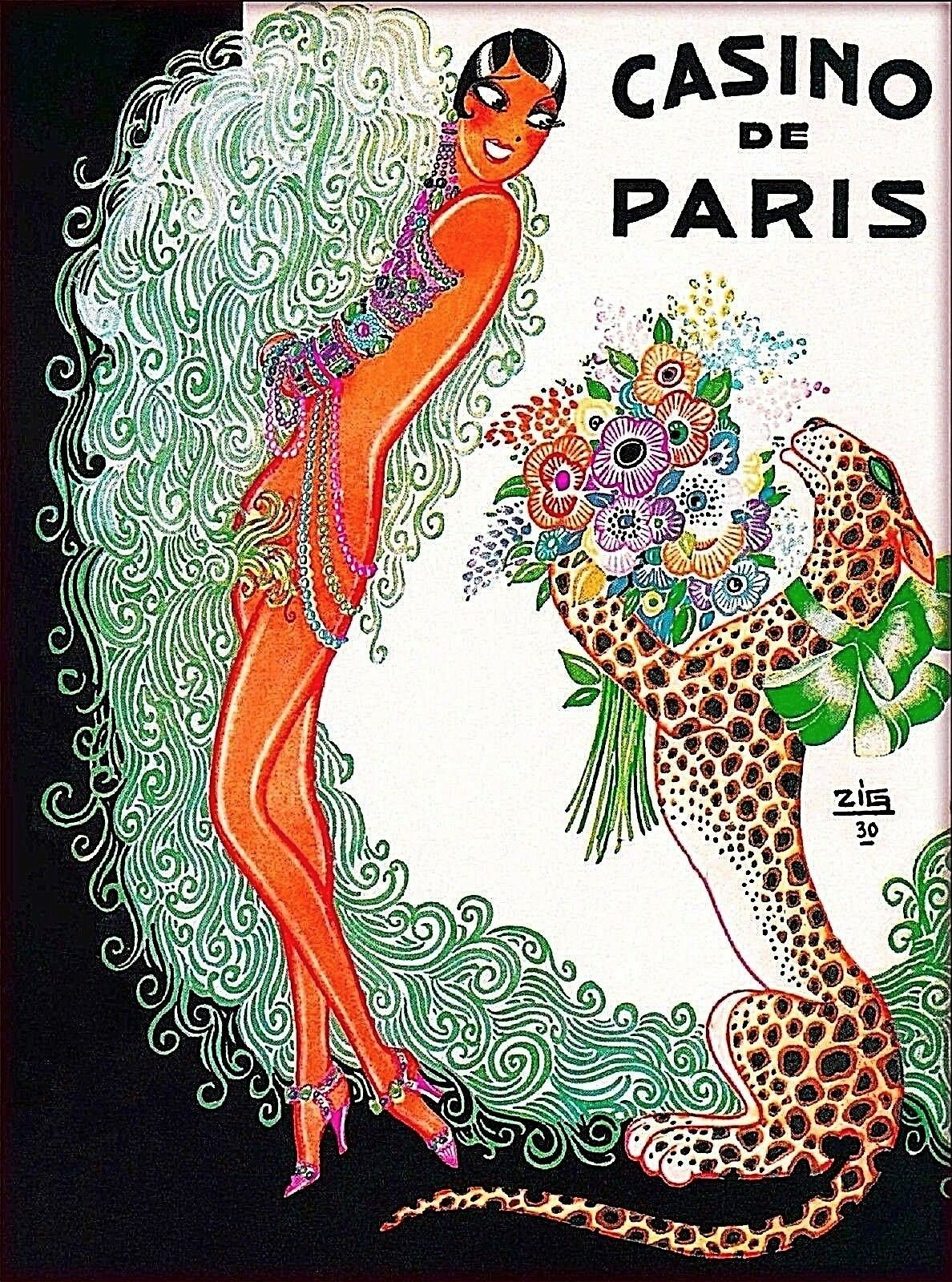
Casino de Paris1930.
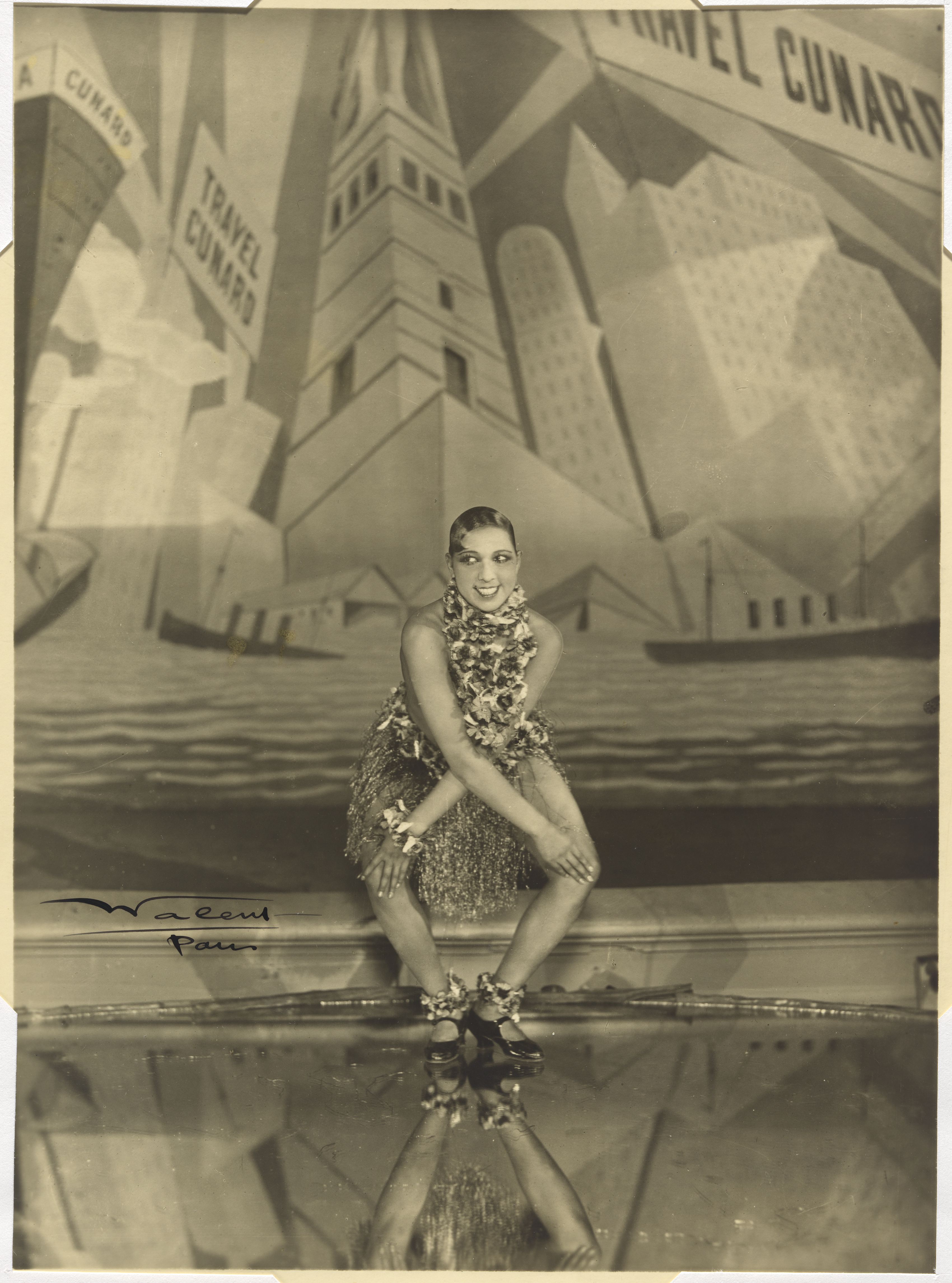
Joséphine Baker dansar Charleston i Revue nègre 1926.
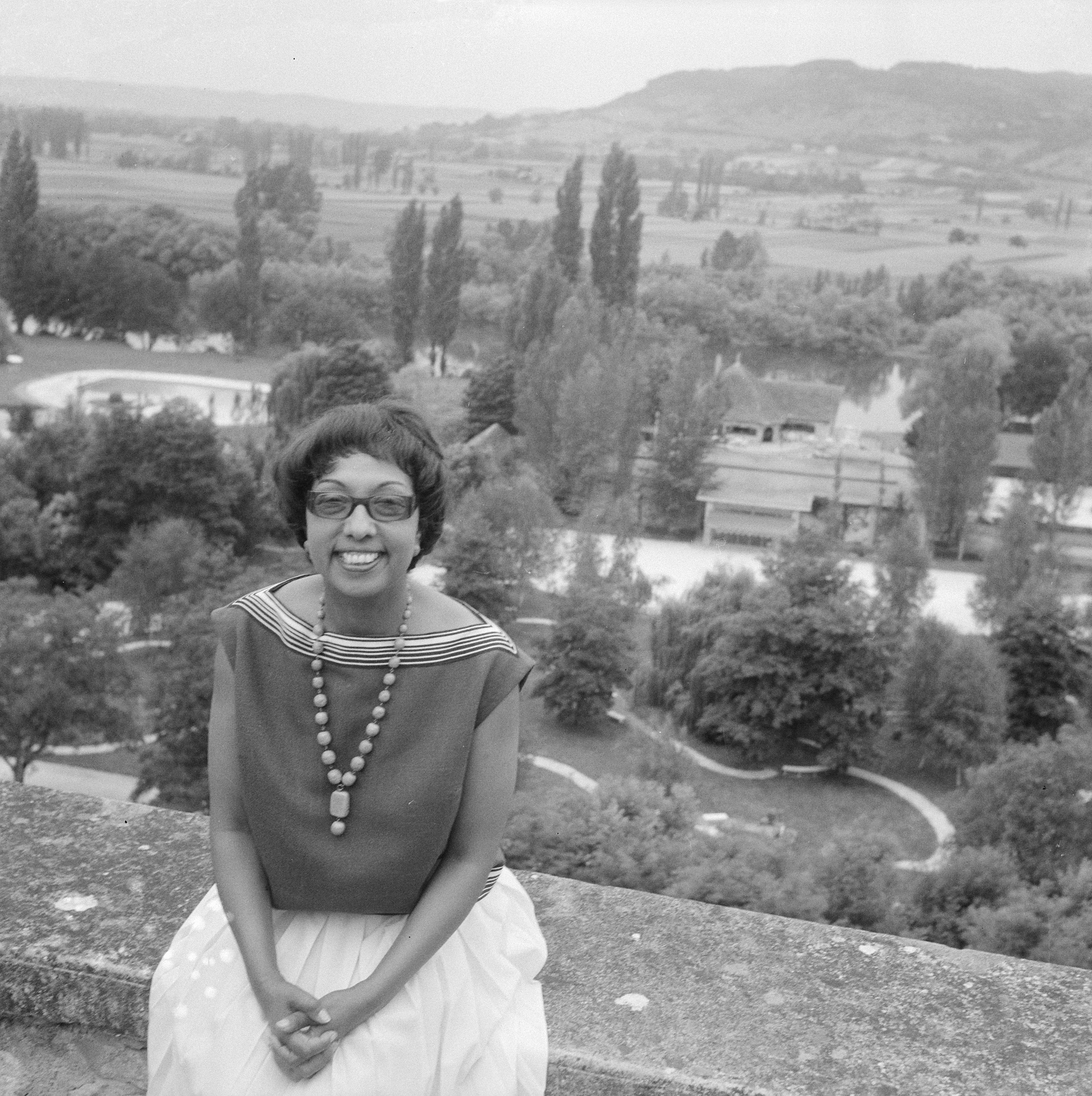
Joséphine Baker 1961 vid sitt franska slott Château des Milandes.
- Joséphine Baker anländer till Haag 1928.
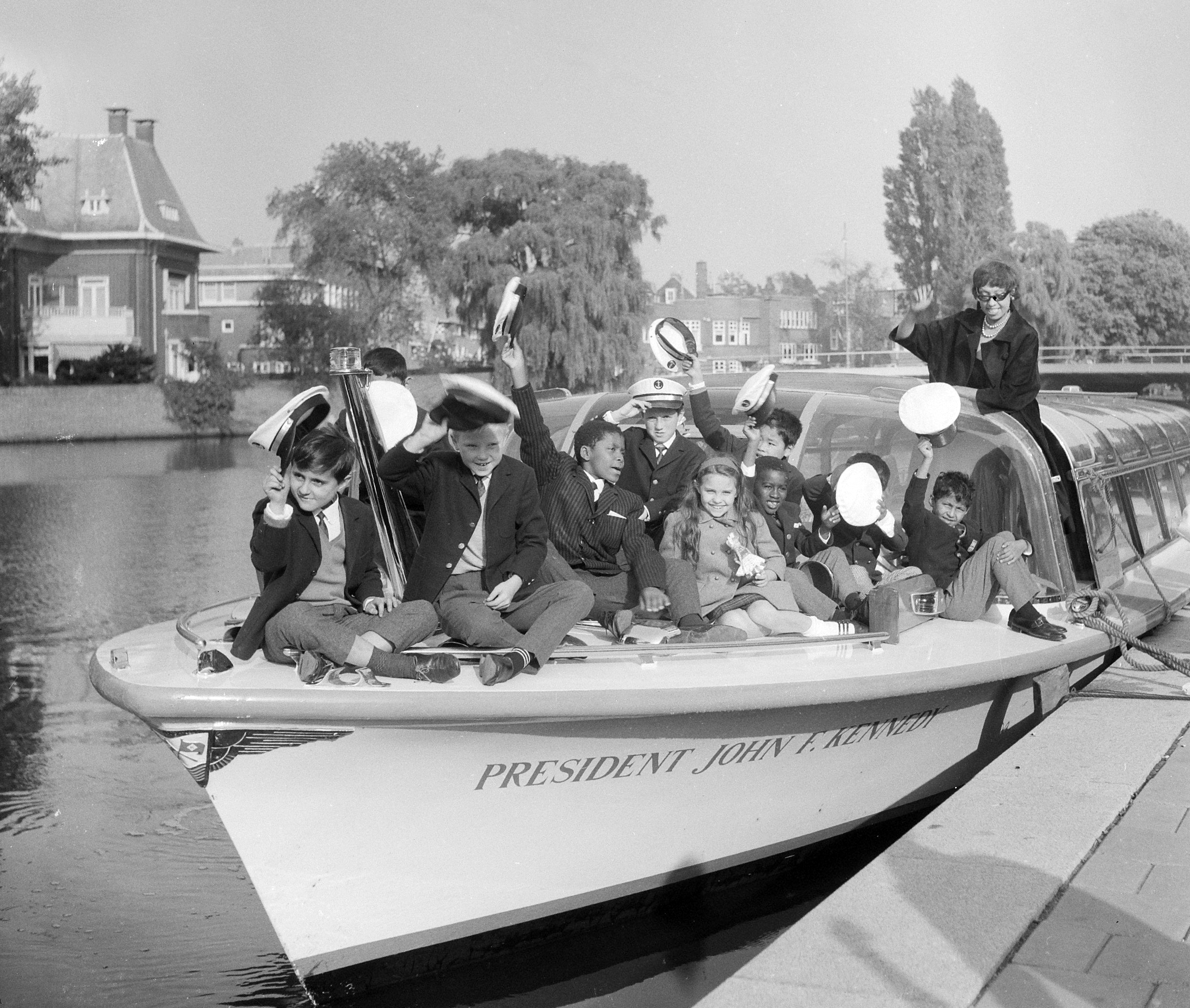
Joséphine Baker och hennes 10 adoptivbarn på rundtur  i Amsterdam 4 oktober 1964